# El último jinete (musical)
El último jinete es un musical producido por Andrés Vicente Gómez a petición del príncipe Faisal bin Abdullah bin Mohammed Al Saud,[cita requerida] ministro de educación de Arabia Saudí.
Se trata de un musical donde se entrelazan leyendas, historia y romance haciendo posible la presencia vivda y real del caballo árabe en el escenario.

## Sinopsis
El último Jinete cuenta la historia de un joven beduino, llamado Tiradh que no tiene más que un sueño; encontrar el caballo en el que cabalgar a la batalla y la gloria, y hacia la conquista de un reino. Ese caballo no es uno cualquiera pues según la leyenda del desierto hay un caballo para cada jinete y sólo al formarse esa unión puede completarse el círculo del destino.
Persiguiendo el caballo de sus sueños y con la ayuda de una poetisa inmortal que canta las elegías de los guerreros caídos, Al Khansa, Tiradh recorrerá Arabia hasta llegar a Egipto envuelto en las turbulencias de oriente a finales del siglo XIX entre guerras tribales e intereses militares extranjeros, aprenderá a conocer su tierra y así mismo, y descubrirá a golpes que un sueño, como un reino, no se gana en un día.
En su camino se cruzará una bella dama inglesa, Lady Laura, amante de las aventuras y de la noble raza del caballo árabe que se apodera del caballo de sus sueños para convertirlo en la joya de su establo a las afueras de Londres. Así el valiente Tiradh recorrerá medio mundo desde la estación del Cairo hasta las calles del Londres Victoriano donde se enfrenta a un mundo nuevo sorprendente y desconocido.
Enfrentado con Laura por la disputa de su caballo y fascinado a su vez por ella, amenazado por una sociedad hostil, perdido en la gran urbe luchará con todas sus fuerzas por recuperar el corcel que el desierto le prometió para poder volver a su casa y construir un reino.
Alrededor de Tiradh se despliega un mundo mágico, de Camellos danzantes y Langostas parlanchinas, de guerreros del pasado y ejércitos futuros, de invenciones prodigiosas, barcos de vapor, cinematógrafos, de criminales en la sombra y romances imposibles, en una espectacular fantasía musical que es también la historia jamás contada de los pueblos del desierto.

## Elenco
- Miquel Fernández como Tirad
- Júlia Möller como Lady Laura
- Marta Ribera como Al Kansha
- Toni Viñals como Camello/Jinete dorado
- Carlos Solano como Abdul / Guardia de Abbas Pasha / Borracho
- Guido Balzaretti como Cucaracha / Jefe de estación / Jimmy
- Leo Rivera como Faisal / Laord Pentland
- Elena Medina como Langosta

## Equipo
- Víctor Conde: Director
- Ray Loriga: Dramaturgia
- John Cameron, Albert Hammond, Barry Mason y Ranjit Bolt: Creación musical
- Julio Awad: Director musical
- Chris Egan: Arreglista musical
- Morgan Large: Escenografía
- Yvonne Blake: Vestuario
- Karen Bruce: Coreografía
- Andrés Vicente Gómez y Arabian Horses Production LTD: Productor
- Tristan Baker: Productor ejecutivo (Londres)
- Enrique Espinosa: Director de producción